# Agnieszka Doda-Wyszyńska
Agnieszka Doda-Wyszyńska (ur. 1971) – polska psychoanalityk, dr hab. nauk humanistycznych, profesor uczelni Wydziału Antropologii i Kulturoznawstwa Uniwersytetu im. Adama Mickiewicza w Poznaniu i Instytutu Filozofii Wydziału Humanistycznego Uniwersytetu Mikołaja Kopernika w Toruniu.

## Życiorys
15 lutego 2000 obroniła pracę doktorską Filozoficzne narracje w kontekście teorii dyskursów Jacquesa Lacana, 18 października 2016 habilitowała się na podstawie oceny dorobku naukowego i pracy zatytułowanej Pułapki przedstawienia. Filozofia przez pryzmat praktyk montażu pojęć. (Monografia 2016). Objęła funkcję profesora uczelni na Wydziale Antropologii i Kulturoznawstwa Uniwersytetu im. Adama Mickiewicza w Poznaniu, oraz w Instytucie Filozofii na Wydziale Humanistycznym Uniwersytetu Mikołaja Kopernika w Toruniu.

## Publikacje
- 2011: Widzieć więcej? : spojrzenie z zewnątrz[1]
- 2012: Bóg cyborgów czy Bóg-cyborg?[1]
- 2013: System zła[1]
- 2015: Powtórzenie Kierkegaarda : rozważania etyka i estetyka o religii[1]
- 2017: Językoznawstwo w świetle teorii "ciała bez organów" Deleuze'a i Guattariego[1]